# Anapriona unidentata
Anapriona unidentata är en skalbaggsart som först beskrevs av Maurice Pic 1936.  Anapriona unidentata ingår i släktet Anapriona och familjen långhorningar. Inga underarter finns listade i Catalogue of Life.